# Liste des matchs de l'équipe des Tonga de football par adversaire
Cette liste présente les matchs de l'équipe des Tonga de football par adversaire rencontré.
- Haut – A
- B
- C
- D
- E
- F
- G
- H
- I
- J
- K
- L
- M
- N
- O
- P
- Q
- R
- S
- T
- U
- V
- W
- X
- Y
- Z

## A

### Australie

#### Confrontations
Confrontations entre l'Australie et le Costa Rica en matchs officiels :
|   | Date         | Lieu                     | Match             | Score | Compétition                                                         |
| 1 | 9 avril 2001 | Coffs Harbour, Australie | Tonga - Australie | 0-22  | Qualification pour la Coupe du monde 2002 (premier tour - groupe 1) |

#### Bilan
| Rang | Équipe    | Pts | J | G | N | P | Bp | Bc | Diff |
| ---- | --------- | --- | - | - | - | - | -- | -- | ---- |
| 1    | Australie | 3   | 1 | 1 | 0 | 0 | 22 | 0  | +22  |
| 2    | Tonga     | 0   | 1 | 0 | 0 | 1 | 0  | 22 | -22  |

## F

### Fidji

#### Confrontations
Confrontations entre les Fidji et le Tonga en matchs officiels :
| Date          | Lieu                     | Match         | Score | Compétition                                                         |
| 16 avril 2001 | Coffs Harbour, Australie | Tonga - Fidji | 1-8   | Qualification pour la Coupe du monde 2002 (premier tour - groupe 1) |
| 19 août 2015  | Ba, Fidji                | Fidji - Tonga | 5-0   | Match amical                                                        |

## I

### Îles Cook

#### Confrontations
Confrontations entre les îles Cook et le Costa Rica en matchs officiels :
|   | Date             | Lieu                 | Match             | Score | Compétition                                                                 |
| 1 | 11 novembre 1996 | Nukuʻalofa, Tonga    | Tonga - Îles Cook | 2-0   | Qualification pour la Coupe du monde 1998 (premier tour - groupe Polynésie) |
| 2 | 5 novembre 1998  | Rarotonga, Îles Cook | Îles Cook - Tonga | 2-2   | Coupe de Polynésie 1998                                                     |
| 3 | 8 juin 2000      | Papeete, Tahiti      | Tonga - Îles Cook | 1-2   | Coupe de Polynésie 2000                                                     |
| 4 | 15 mai 2004      | Nukuʻalofa, Tonga    | Tonga - Îles Cook | 2-1   | Qualification pour la Coupe du monde 2006 (premier tour - groupe A)         |
| 5 | 11 juin 2005     | Nukuʻalofa, Tonga    | Tonga - Îles Cook | 1-1   | Match amical                                                                |
| 6 | 13 juin 2009     | Nukuʻalofa, Tonga    | Tonga - Îles Cook | 1-2   | Match amical                                                                |
| 7 | 26 novembre 2011 | Apia, Samoa          | Tonga - Îles Cook | 2-1   | Qualification pour la Coupe d'Océanie 2012                                  |

#### Bilan
| Rang | Équipe    | Pts | J | G | N | P | Bp | Bc | Diff |
| ---- | --------- | --- | - | - | - | - | -- | -- | ---- |
| 1    | Tonga     | 11  | 7 | 3 | 2 | 2 | 11 | 9  | +2   |
| 2    | Îles Cook | 8   | 7 | 2 | 2 | 3 | 9  | 11 | -2   |

### Îles Salomon

#### Confrontations
Confrontations entre les îles Salomon et le Costa Rica en matchs officiels :
|   | Date            | Lieu                  | Match                | Score | Compétition                                                         |
| 1 | 22 juillet 1989 | Nukuʻalofa, Tonga     | Îles Salomon - Tonga | 6-2   | Petit Jeux du Pacifique Sud 1989                                    |
| 2 | 15 février 1997 | Nukuʻalofa, Tonga     | Tonga - Îles Salomon | 0-4   | Qualification pour la Coupe du monde 1998 (premier tour - playoffs) |
| 3 | 1er mars 1997   | Honiara, Îles Salomon | Îles Salomon - Tonga | 9-0   | Qualification pour la Coupe du monde 1998 (premier tour - playoffs) |
| 4 | 10 mai 2004     | Honiara, Îles Salomon | Îles Salomon - Tonga | 6-0   | Qualification pour la Coupe du monde 2006 (premier tour - groupe A) |
| 5 | 27 août 2007    | Apia, Samoa           | Îles Salomon - Tonga | 4-0   | Jeux du Pacifique Sud de 2007 (groupe B)                            |

#### Bilan
| Rang | Équipe       | Pts | J | G | N | P | Bp | Bc | Diff |
| ---- | ------------ | --- | - | - | - | - | -- | -- | ---- |
| 1    | Îles Salomon | 15  | 5 | 5 | 0 | 0 | 29 | 2  | +27  |
| 2    | Tonga        | 0   | 5 | 0 | 0 | 5 | 2  | 29 | -27  |

## N

### Nouvelle-Calédonie

#### Confrontations
Confrontations entre la Nouvelle-Calédonie et le Costa Rica en matchs officiels :
|   | Date             | Lieu                       | Match                      | Score | Compétition                                                         |
| 1 | 12 décembre 1993 | Port Vila, Vanuatu         | Nouvelle-Calédonie - Tonga | 11-0  | Petit Jeux du Pacifique Sud 1993 (deuxième tour)                    |
| 2 | 16 mars 2002     | Apia, Samoa                | Nouvelle-Calédonie - Tonga | 9-0   | Qualification pour la Coupe d'Océanie 2002                          |
| 3 | 3 juillet 2003   | Suva, Fidji                | Tonga - Nouvelle-Calédonie | 0-4   | Jeux du Pacifique Sud de 2003 (groupe B)                            |
| 4 | 19 mai 2004      | Nouméa, Nouvelle-Calédonie | Nouvelle-Calédonie - Tonga | 8-0   | Qualification pour la Coupe du monde 2006 (premier tour - groupe A) |

#### Bilan
| Rang | Équipe             | Pts | J | G | N | P | Bp | Bc | Diff |
| ---- | ------------------ | --- | - | - | - | - | -- | -- | ---- |
| 1    | Nouvelle-Calédonie | 12  | 4 | 4 | 0 | 0 | 32 | 0  | +32  |
| 2    | Tonga              | 0   | 4 | 0 | 0 | 4 | 0  | 32 | -32  |